# Phytotelma

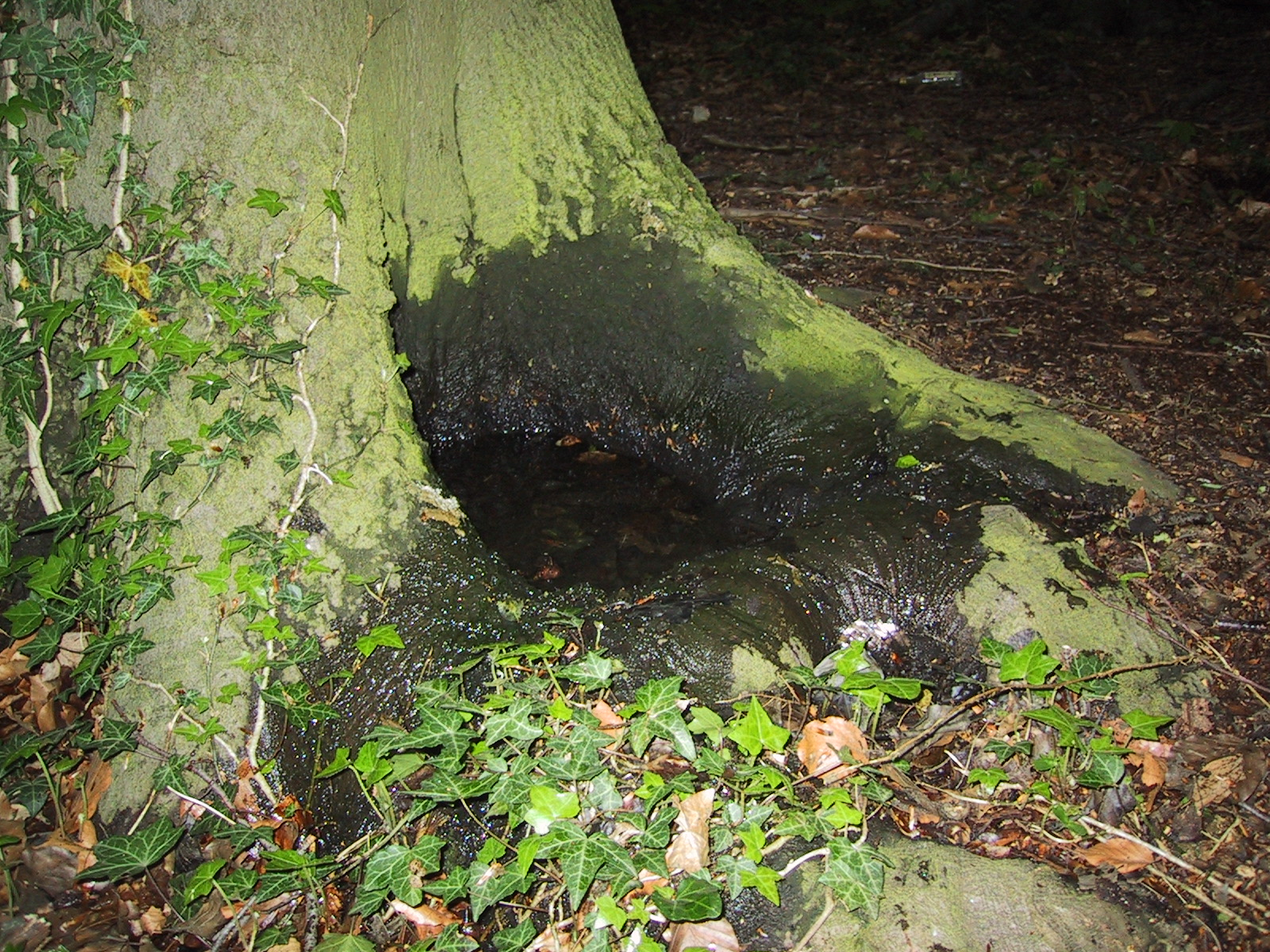
Dendrotelme

Ein Phytotelma (Plural Phytotelmata, seltener auch Phytotelmen, von altgriechisch φυτόν ‚Pflanze‘ und τέλμα ‚Pfütze‘) ist ein Kleinstgewässer, das sich in einer Vertiefung einer lebenden Landpflanze bildet. Das Wasser stammt meist vom Regen, seltener wird es aktiv von der Pflanze ausgeschieden.
Der Begriff Phytotelma wurde 1928 durch den ungarischen Zoologen Lajos Varga in die Fachsprache eingeführt. Er geriet weitgehend wieder in Vergessenheit, seine heutige Verwendung geht wesentlich auf eine Arbeit des US-amerikanischen Botanikers Bassett Maguire im Jahr 1971 zurück.

## Typen von Phytotelmata

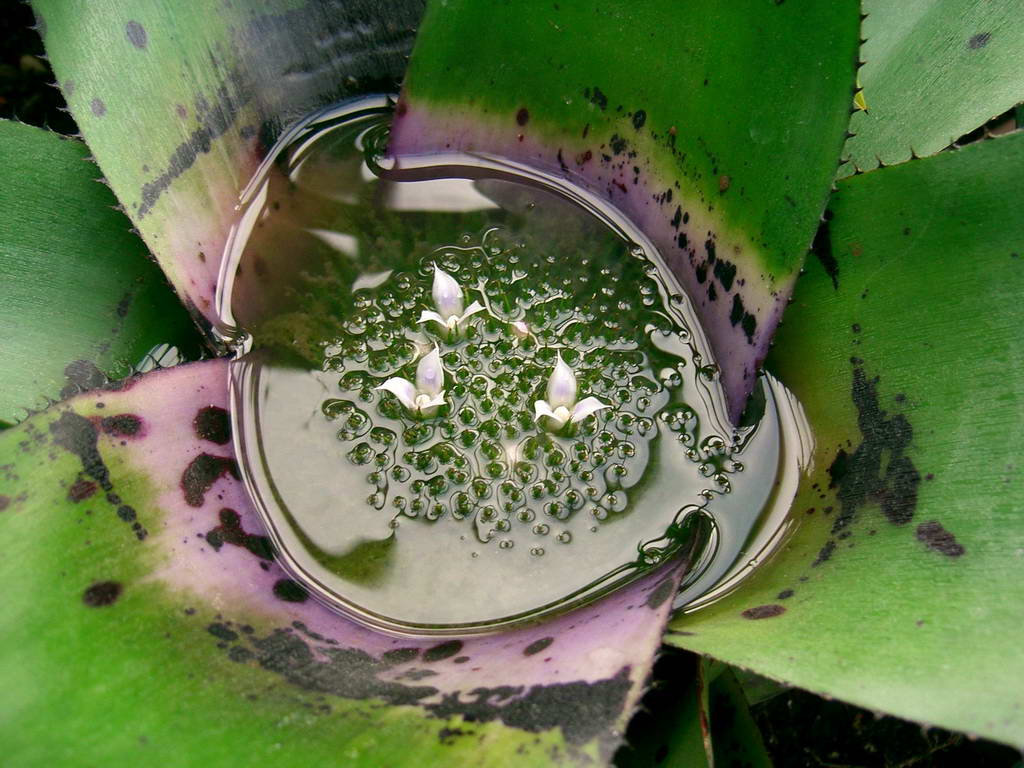
Wassergefüllter Bromelientrichter mit frühem Stadium des Blütenstands

Man unterscheidet die folgenden Typen von Phytotelmata:
- Astlöcher in Bäumen verschiedener Arten (Dendrotelme)
- Bambusstängel, die hohl sind und in denen sich Regenwasser sammeln kann, wenn der Spross abbricht oder abgeschnitten wird.
- Blattachseln können manchmal auch beträchtliche Mengen Regenwasser enthalten. Beispiele sind die in Mitteleuropa heimischen Karden oder die mittelamerikanischen Helikonien.
- Bromelientrichter: viele Bromeliengewächse (Bromeliaceae) bilden trichterförmige Blattrosetten, in denen sich Wasser sammelt.
- Kesselfallen in fleischfressenden Pflanzen (Nepenthes, Cephalotus, Sarracenia etc.) bilden krugförmige Blätter, in die Beutetiere hineinfallen und nicht mehr herausklettern können. Der Kessel enthält eine Flüssigkeit, die im Gegensatz zu den anderen Phytotelma-Typen meist von der Pflanze selbst produziert wird (Ausnahme Sarracenia und verwandte Gattungen) und vielfach Verdauungsenzyme enthält.

## Lebensbedingungen in Phytotelmata
Phytotelmata sind grundsätzlich weltweit verbreitet, allerdings nur in Regionen mit ausreichend hohen Niederschlägen. In Mitteleuropa kann man vor allem wassergefüllte Astlöcher finden. Das Lebensalter von Phytotelmata kann sehr stark variieren. Astlöcher wurden schon über mehr als zehn Jahre durchgehend beobachtet. Auch der Wasserkörper in Bromelientrichtern besteht wahrscheinlich so lange wie die Pflanze lebt. Blattachsel und Kannen karnivorer Pflanzen überdauern hingegen nur etwa eine Vegetationsperiode, manchmal trocknen sie aber auch schon sehr viel früher aus. Die Größe von Phytotelmata schwankt extrem. Blattachseln oder die Fallen kleiner fleischfressender Pflanzen enthalten oft kaum 1 Milliliter Wasser, große Kannen der fleischfressenden Kannenpflanzen (Nepenthes) oft mehrere Liter, große Astlöcher bis zu 100 Liter.
Das Wasser in Phytotelmata ist anfangs meist nährstoffarm, da es aus Regen stammt. Im Lauf der Zeit fallen Staub oder abgestorbenes Laub hinein, beziehungsweise ertrinken Tiere in den Kannen fleischfressender Pflanzen. Das Wasser wird daher im Lauf der Zeit immer nährstoffreicher. Die Temperatur des Wassers unterliegt extremen Schwankungen, da die geringe Wassermenge Wärme schnell aufnimmt oder abgibt. Bei starker Erwärmung kann das Wasser auch sehr sauerstoffarm werden.
In Baumlöchern und Bambusstängeln nimmt die Pflanze keinen erkennbaren Einfluss auf die Zusammensetzung des Wassers. Bromelien und fleischfressende Kesselfallenpflanzen hingegen entziehen dem Wasser aktiv Nährstoffe für die Ernährung der Pflanze. Dafür scheiden fleischfressende Pflanzen häufig Enzyme, Detergenzien, Säuren oder Radikale in ihre Kannenflüssigkeit ab, um ihre Beute schneller zu verdauen. In Blattachseln finden sich bisweilen gelöste Schleime.

## Die Bewohner der Phytotelmata
Phytotelmata werden von einer Vielzahl an Organismen besiedelt, das Spektrum reicht von Bakterien und Pilzen über Insekten, Milben und Kleinkrebsen bis zu Kaulquappen. Wirklich gut erforscht sind heute nur die Insekten. Die Zusammensetzung der Lebensgemeinschaft wird von mehreren Faktoren bestimmt:
- Besiedlung: Die Bewohner müssen das Phytotelma erreichen können. Bakterien, Pilze, Algen, Urtierchen und andere sehr kleine Organismen gelangen wahrscheinlich nur durch Zufall in das Phytotelma, indem Sporen vom Wind verweht werden, oder an Blättern haften, die in das Phytotelma fallen. Flugfähige Insekten oder Frösche, deren Larven sich im Phytotelma entwickeln, suchen dagegen ihren Lebensraum aktiv auf. Manchmal verschleppen sie dabei ungewollt flugunfähige Phytotelma-Bewohner von einem Phytotelma ins nächste.
- Überleben: Die Bewohner müssen in der Lage sein, im nährstoffarmen, aber oft enzymhaltigen Wasser des Phytotelmas zu überleben, sie müssen starke Temperaturschwankungen ertragen und die eingeschränkten Nährstoffquellen nutzen können. Bakterienfresser können etwa erst erfolgreich einwandern, wenn sich genug organisches Material im Phytotelma angesammelt hat, um Bakterienwachstum zu ermöglichen; Räuber können erst dann überleben, wenn es bereits eine ausreichende Population an Beutetieren gibt etc.
- Konkurrenzfähigkeit: In jungen Phytotelmata überleben meist alle Organismen, welche die obige Bedingung erfüllen. Mit zunehmendem Alter des Lebensraums kommt es aber immer mehr zu Konkurrenz zwischen den verschiedenen Arten, welche einige wieder zum Aussterben bringen kann. So zeigte sich etwa, dass Fliegenlarven, die von Wissenschaftlern in Kannenfallen gesetzt wurden, fast alle innerhalb kürzester Zeit von den Alteingesessenen getötet und gefressen wurden. Auch innerartliche Konkurrenz ist beschrieben, unter anderem beim Pfeilgiftfrosch Ranitomeya reticulata wurde innerartliches Territorialverhalten beobachtet. Es dient der Monopolisierung von Phytotelmen als Fortpflanzungsressourcen, in welchen die Kaulquappen heranwachsen.[3]
- Verbreitung: eine erfolgreiche Phytotelma-Art muss schließlich in der Lage sein, ein Phytotelma wieder zu verlassen und ein neues zu besiedeln.

Insgesamt wurden mehrere hundert Arten als Bewohner von Phytotelmata beschrieben. Von besonderer Bedeutung sind die folgenden Organismengruppen:

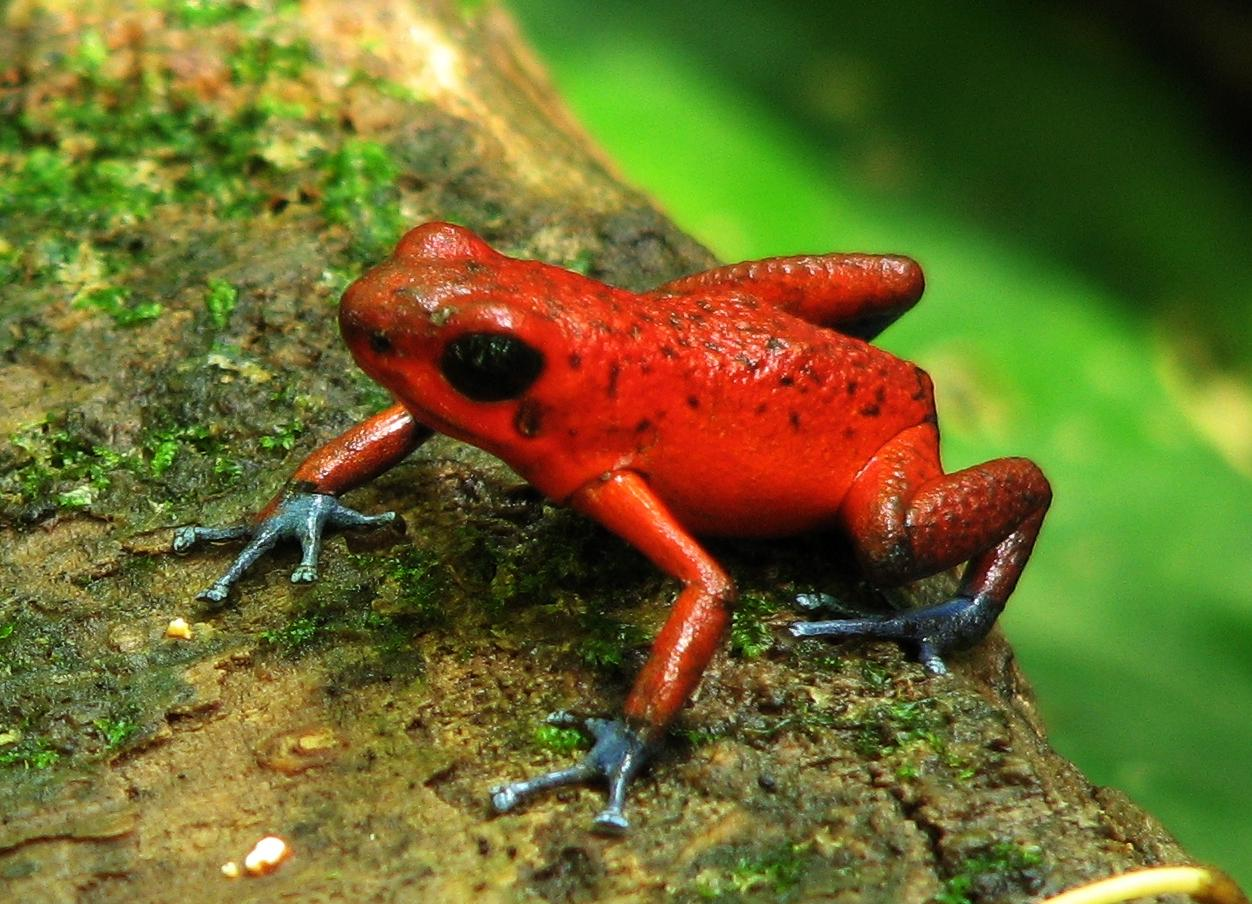
Baumsteigerfrösche wie das giftige Erdbeerfröschchen nutzen die Wasseransammlung in Phytotelmata als Kinderstube für ihre Kaulquappen

- Bakterien: Bakterien leben in jedem Phytotelma, sie ernähren sich nicht nur von organischer Substanz, die hineinfällt, sondern betreiben zum Teil auch Photosynthese. Einige von ihnen können Stickstoff aus der Atmosphäre binden, dieser kommt dann der Wirtspflanze, die das Phytotelma gebildet hat, zugute. In gut nährstoffversorgten Phytotelmata kommen mindestens 100 Millionen Bakterien pro Milliliter vor.
- Pilze: In den Kannen fleischfressender Pflanzen sind Hefen allgegenwärtig; zusammen mit Bakterien sind sie am Abbau der Beute beteiligt. Höhere, fadenförmige Pilze sind seltener. Vielfach befallen sie auch die Pflanze, die das Phytotelma gebildet hat und wirken dann als Krankheitserreger. Manche Pilze leben auch als Parasiten auf Tieren, die das Phytotelma bewohnen. Viele Pilzarten vermögen zwar in einem Phytotelma zu wachsen, können aber unter Wasser keine Sporen bilden und sich somit nicht fortpflanzen.
- Protozoen kommen auch in den meisten Phytotelmata vor, ausgenommen vielleicht die Kannen mancher fleischfressender Pflanzen, die allzu aggressive Verdauungsenzyme bilden. Es handelt sich meist um häufige Arten, die auch verschmutztes Wasser besiedeln, besonders häufig sind die Gattungen Bodo, Cercomonas, Colpoda und Peranema.
- Rädertiere: neben vielen Arten, die nur durch Zufall in Phytotelmata geraten, gibt es auch einige, die an diesen speziellen Lebensraum angepasst sind, etwa Habrotrocha rosa in der fleischfressenden Pflanze Sarracenia purpurea
- Fliegenlarven sind wahrscheinlich die größte Gruppe der Phytotelma-Bewohner. Viele Arten sind ganz auf diesen Lebensraum spezialisiert. In der Regel entwickeln sich die Larven im Phytotelma, die erwachsenen Tiere leben terrestrisch. Da Fliegen in der Regel gute Flieger sind, können trächtige Weibchen problemlos ein neues Phytotelma suchen und dort ihre Eier ablegen. Wenn die Fliegenweibchen nach dem Schlüpfen ihr Heimat-Phytotelma verlassen, bleiben oft Sporen von Bakterien und Pilzen oder Eier von Rädertieren oder Milben an ihnen hängen, die bei der Eiablage im nächsten Phytotelma wieder abgesetzt werden.
- Kaulquappen: Viele tropische Baumsteigerfrösche, wie z. B. das Erdbeerfröschchen[4], platzieren ihre Kaulquappen einzeln in Phytotelmata, häufig in die Trichter von Bromelien. Damit vermeiden sie, jemals die Baumkronen verlassen zu müssen. In den Fallen der fleischfressenden Pflanze Nepenthes ampullaria wurden in weniger als 100 ml Flüssigkeit mehr als 100 Kaulquappen des erbsengroßen Frosches Microhyla nepenthicola (aus der Gattung der Microhyla) gefunden.[5]
- Ostrakoden (Muschelkrebse) der Gattung Elpidium wurden schon 1880 von Fritz Müller von epiphytischen Bromeliaceen aus Brasilien beschrieben.
- Daneben kommen noch Algen, Fadenwürmer, Ringelwürmer, andere Kleinkrebse, Milben, Libellenlarven, Schmetterlingsraupen, amphibische Ameisen und viele andere Gruppen vor.

Von diesen vielen Arten sind in jedem einzelnen Phytotelma aber stets nur einige wenige vertreten. Ein Phytotelma mit mehr als sechs Insektenarten gilt bereits als sehr artenreich, für andere Tiergruppen dürften ähnliche Zahlen gelten. Die Zahl der Individuen kann aber sehr hoch sein. So sind etwa 400 Rädertiere in einer einzigen Falle von Sarracenia keine Seltenheit.

## Ökologie des Phytotelmas
So klein die meisten Phytotelmata auch sind, bieten sie doch Platz für verschiedene Organismen mit unterschiedlichen Ansprüchen, sie enthalten somit mehrere ökologische Nischen. Die wesentlichen Lebensweisen sind hier aufgezählt:
- Autotrophie: Phytotelmata enthalten kaum je grüne Pflanzen; es findet also nur wenig Photosynthese statt. Ihr Anteil an der gesamten Energieversorgung eines Phytotelmas beträgt wahrscheinlich höchstens einige Prozent. Wenn doch Pflanzen vorkommen, sind es meist Algen (v. a. Grünalgen) und Blaualgen; ausnahmsweise können auch höhere Wasserpflanzen oder Moose vorkommen.
- Herbivorie: Da es nur wenige Pflanzen gibt, spielen auch Pflanzenfresser keine besondere Rolle. Manchmal allerdings ernähren sich etwa Amoeben von Algen, die in einem Phytotelma wachsen (eigene Beobachtung). Daneben gibt es auch Organismen, welche die Wände des Phytotelmas anfressen, also die Pflanze, in der sich das Phytotelma befindet. Diese Organismen zerstören jedoch früher oder später ihren eigenen Lebensraum, da die Flüssigkeit dann ausläuft.
- Saprophagie: Die Mehrzahl der Phytotelma-Bewohner lebt entweder von organischer Substanz (totes Laub, Flugstaub, ertrunkene Tiere etc.), die in das Phytotelma fällt, oder von Bakterien, welche diese Substanz abbauen. Innerhalb dieser Gruppe unterscheidet man Filtrierer, die feinste Partikel aus der Flüssigkeit filtern, Mikro-Detritus-Saprophage, die etwas größere Partikel fressen, und Makro-Detritus-Saprophage, die etwa ganze Kadaver anfressen.
- Prädatoren: Beutegreifer ernähren sich vorwiegend von den Detrivoren, sie können also nur in Phytotelmata leben, die schon eine größere Anzahl an Tieren beherbergen. Je nach Jagdstrategie unterscheidet man detritusbewohnende Prädatoren, die am Grund des Phytotelmas in toter organischer Substanz herumkriechen oder lauern, sessile Prädatoren, die an der Wand des Phytotelmas festsitzen und auf Beute warten, die vorbeischwimmt, Oberflächen-Prädatoren, die unter der Flüssigkeitsoberfläche auf Tiere lauern, die in das Phytotelma fallen, und freischwimmende Prädatoren, die aktiv herumschwimmen.
- Top-Prädatoren stehen am Ende der Nahrungskette und fressen Saprophage und kleinere Prädatoren; sie sind daher meist die größten Organismen im Phytotelma. Man unterscheidet hier freischwimmende Top-Prädatoren, Lauerjäger und semiterrestrische Top-Prädatoren, die amphibisch leben und das Phytotelma nur zur Jagd aufsuchen.
- Eifresser: Frosch-Kaulquappen, die sich in Phytotelmata entwickeln, würden hier oft zu wenig Futter finden. Das Muttertier der danach benannten Gattung Oophaga legt daher in regelmäßigen Abständen weitere, unbefruchtete Eier, die den Kaulquappen als Futter dienen.

Die Nahrungsketten in Phytotelmata sind also in der Regel relativ kurz und umfassen höchstens drei Glieder (Sarcophage – Prädatoren – Top-Prädatoren); in jungen oder artenarmen Phytotelmata findet man sogar meist nur ein- oder zweigliedrige Nahrungsketten.
Trotz der geringen Größe der Phytotelmata können oft zwei oder mehr Arten mit ähnlichen Bedürfnissen koexistieren, indem sie sich die Ressourcen raffiniert aufteilen. In den Kesseln der fleischfressenden Pflanze Sarracenia purpurea etwa leben drei Arten von Fliegenlarven von Tieren, welche in die Falle stürzen. Die erste, Blaesoxipha fletcheri, frisst an der Beute, solange sie noch an der Oberfläche der Flüssigkeit schwimmt. Die zweite, Metriocnemus knabi, frisst weiter, sobald das tote Tier bis zum Grund der Falle abgesunken ist. Beim Fressen lösen sich jedoch viele kleine Partikel von der Leiche, die von der dritten Fliegenlarve, Wyeomyia smithii, aus der Flüssigkeit filtriert werden. Letztere frisst daneben noch Bakterien und Protozoen.

## Phytotelmata als Modellsystem der Ökologie
Phytotelmata sind scharf abgegrenzte Mikrobiotope von oft nur wenigen Zentimetern Größe und einer Lebenserwartung von oft nur einigen Wochen. Anders als „normale“ Ökosysteme kann man daher ihre gesamte Entwicklung bequem studieren. Ebenso kann man sehr einfach Experimente durchführen, etwa Arten hinzufügen oder herausfangen. Außerdem ist die Zahl der vorkommenden Arten recht überschaubar. Deswegen benutzen Ökologen zunehmend Phytotelmata als Modellsysteme, um Theorien zur Einwanderung von Arten, Konkurrenz, Nahrungsketten und -netzen etc. zu testen.